# Hiro Yūki
Hiro Yūki (結城 比呂 Yūki Hiro?), nombre real Teruhisa Tsuyusaki (露崎 照久 Tsuyusaki Teruhisa?), nació el 13 de febrero de 1965 en Tokio. Trabaja como seiyu. Es miembro del cuarteto de seiyus Weiss ("Blanco" en alemán), el cual consiste de Weiss Kreuz ("Cruz Blanca" en alemán). Está conformando por tres integrantes más que son Tomokazu Seki, Takehito Koyasu, y Shinichiro Miki. En junio de 2007, Yuki cambió la escritura de su nombre por "優希 比呂", cual aun así se mantiene como Yūki Hiro. Actualmente no está trabajando junto a ninguna compañía, aunque su perfil se mantiene identificado válido en Ken Production.

## Roles destacados

### Anime
- Air Gear (Mitsuru Bando)
- Aka-chan to Boku (Akihiro Fujii)
- Arc the Lad (Arc)
- Arslan Senki OVA (Jaswant)
- Busō Renkin (Kawazui "Homunculus")
- Captain Tsubasa (Taro Misaki)
- Claymore (Rigardo)
- Dragon Ball Z (Dende de joven)
- Dragon Ball Z: El Ataque del Dragón (Tapion)
- Future GPX Cyber Formula (Henri Claytor)
- Hakushaku to Yousei (Nico)
- Hōshin Engi (Taikoubou)
- Gundam SEED (Clotho Buer)
- Izumo: Takeki Tsurugi no Senki (Takeshi Yamato)
- Mobile Suit Gundam: The 08th MS Team (Michel Ninorich)
- Neon Genesis Evangelion (Makoto Hyuga)
- Nerima Daikon Brothers (Yūkel Hakushon)
- MegaMan NT Warrior (Raika)
- Ring ni Kakero (Helga)
- Samurai Champloo (Niwa Tatsunoshin)
- Shamanic Princess (Leon)
- Shōjo Kakumei Utena (Dios)
- Shōnan Jun'ai Gumi (Yoshiaki Asakura)[1]
- Slayers NEXT (Alfred Seyruun)
- Sorcerer Hunters OVA (Sirius)
- Star Ocean EX (Claude C. Kenni)
- Suki na Mono wa Suki Dakara Shōganai! (Chris)
- Toriko (Ōtake)
- Uchu no Kishi Tekkaman Burēdo Tsū (Tekkamen Dead, alias:"Dead End")
- Weiß Kreuz (Omi Tsukiyono/Mamoru Takatori)
- Weiß Kreuz Glühen (Omi Tsukiyono/Mamoru Takatori)
- Witch Hunter Robin (Michael Lee)

### Videojuegos
- Angelique series (Marcel)
- Black/Matrix series (Phillipe)
- Samurai Shodown series (Yoshitora Tokugawa)
- Star Ocean series (Ratix Ferrence)

### Doblaje
- South Park (Stan Marsh)